# Günter Kutowski
Günter Kutowski (Paderborn, 1965. augusztus 2. –) német labdarúgóhátvéd.

## Pályafutása
Pályafutását az SV Sande csapatában kezdte. Ezután a helyi amatőr csapatban, a 	FC Paderbornban szerepelt. Profi pályafutását 1984-ben kezdte a Borussia Dortmundban. Itt közel 300 meccset játszott (288), ezeken három gólt szerzett. 1996-ban elhagyta a Dortmundot és visszatért szülővárosába a TuS Paderborn-Neuhausba. 1996-ban a Rot-Weiß Essenbe szerződött.

## Visszavonulása után
Visszavonulása óta játékosügynökként dolgozik.